# Вілкінсон (округ, Джорджія)
Шаблон:StateAbbr_ 32°48′ пн. ш. 83°10′ зх. д. / 32.8° пн. ш. 83.17° зх. д.
Округ  Вілкінсон (англ. Wilkinson County) — округ (графство) у штаті  Джорджія, США. Ідентифікатор округу 13319.

## Історія
Округ утворений 1803 року.

## Демографія
За даними перепису 
2000 року 
загальне населення округу становило 10220 осіб, усе сільське.
Серед мешканців округу чоловіків було 4859, а жінок — 5361. В окрузі було 3827 домогосподарств, 2806 родин, які мешкали в 4449 будинках.
Середній розмір родини становив 3,13.
Віковий розподіл населення поданий у таблиці:
| Стать    | До 15 років | 15-21 | 22-29 | 30-39 | 40-49 | 50-65 | 65-85 | Понад 85 |
| -------- | ----------- | ----- | ----- | ----- | ----- | ----- | ----- | -------- |
| Чоловіки | 1134        | 508   | 459   | 726   | 728   | 777   | 487   | 40       |
| Жінки    | 1136        | 545   | 504   | 771   | 755   | 843   | 713   | 94       |

## Суміжні округи
- Болдвін — північ
- Вашингтон — північний схід
- Джонсон — схід
- Лоренс — південний схід
- Блеклі — південь
- Твіггс — південний захід
- Джонс — північний захід

## Виноски
1. ↑  U.S. Decennial Census. United States Census Bureau. Архів оригіналу за 4 квітня 2018. Процитовано 27 червня 2014.
2. ↑  Historical Census Browser. University of Virginia Library. Архів оригіналу за 11 серпня 2012. Процитовано 27 червня 2014.
3. ↑  Population of Counties by Decennial Census: 1900 to 1990. United States Census Bureau. Архів оригіналу за 2 лютого 2019. Процитовано 27 червня 2014.
4. ↑  Census 2000 PHC-T-4. Ranking Tables for Counties: 1990 and 2000 (PDF). United States Census Bureau. Архів оригіналу (PDF) за 18 грудня 2014. Процитовано 27 червня 2014.
5. ↑  State & County QuickFacts. United States Census Bureau. Архів оригіналу за 5 вересня 2015. Процитовано 27 червня 2014.(англ.) Наведено за англійською вікіпедією.
6. ↑  American FactFinder. Бюро перепису населення США. Архів оригіналу за 26 лютого 2012. Процитовано 31 січня 2008.

| США | Це незавершена стаття з географії США. Ви можете допомогти проєкту, виправивши або дописавши її. |